# Yumiko Shige
Yumiko Shige (重 由美子 (Shige Yumiko?); Karatsu, 4 agosto 1965 – Karatsu, 9 dicembre 2018) è stata una velista giapponese.

## Palmarès

### Olimpiadi
- 1 medaglia:
  - 1 argento (Atlanta 1996 nella classe 470)